# Stauntonia pterocaulis
Stauntonia pterocaulis är en narrbuskeväxtart som först beskrevs av T. Chen och Q.H.Chen, och fick sitt nu gällande namn av Christenh.. Stauntonia pterocaulis ingår i släktet Stauntonia och familjen narrbuskeväxter. Inga underarter finns listade i Catalogue of Life.